# 부영태
부영태(1985년 9월 2일 ~ )는 대한민국의 전직 축구 선수이며 현역 시절 포지션은 공격수였다. 2021년 현재 생활 풋살팀 충남 천안 FS 소속이다.